# Taeniopteryx schoenemundi
Taeniopteryx schoenemundi är en bäcksländeart som först beskrevs av Mertens 1923.  Taeniopteryx schoenemundi ingår i släktet Taeniopteryx och familjen vingbandbäcksländor. Inga underarter finns listade i Catalogue of Life.